# ひざの上の同居人
『ひざの上の同居人』（ひざのうえのぱーとなー）は、カルチュア・パブリッシャーズから1998年3月12日に発売されたプレイステーション用ゲームである。制作はカネコ。1999年9月9日には同社よりゲーム事業を引き継いだディースリー・パブリッシャーより廉価版が発売された。サブタイトルには～Kitty on your lap～とあり、タイトルと併記されている。公式略称は「ひざパ」。

## 概要
入学したばかりの大学1年生である主人公は、ある晩捨てられている3匹の仔猫を見つける。その内の1匹を下宿に連れ帰ると、翌朝仔猫が10歳程度の少女になっていたところから物語が始まる、恋愛育成シミュレーションゲーム。主人公の目的は、本来人間として生まれてくるはずが、猫神様の手違いにより猫として生まれてきてしまった仔猫たちに、1年間人間としての生活や常識を教えながら育て、1年後の審判の日に合格して人間にしてあげるというもの。
エンディングには、人間になれずもう会えなくなるものや、人間にはなれたが主人公とは離れ離れになるもの、そして人間になって帰ってくるものなどがある。一人につき8種類（レナは7種類）あるが、総じてグッドエンドの難易度は低い。ただしその分、普通にプレイしていればまずいくことのないバッドエンドの後味は悪く、人間になれなかった「路地裏で」エンドでは、ミミが自分をこんな風にした主人公なんて大嫌いだと恨み言を言うなどのかなり辛いものになっている。
キャラクターデザインは漫画家・イラストレーターの都築和彦。

## キャラクター

### 仔猫
仔猫たちは、基本的には猫の状態で過ごし、週に数回ほどの頻度で人間の姿になる。（その場合も耳と尻尾は付いたままだが、主人公以外の人間には耳と尻尾は見えない）ちなみに物語の開始時点では10歳程度の少女として描かれるが、全員物語の途中で15歳程度へと成長する。
ミミ
声：宮村優子
茶髪のロングヘアをポニーテールにした少女。ネコ時は三毛猫。天真爛漫な性格で、ゲーム開始時から主人公に懐いている。一人称は「あたし」。主人公のことを「ごしゅじんさま」と呼ぶ。本物の猫耳と猫尻尾の他に、ネコの手のような手袋と足のようなブーツを着けることも多い。趣味はぐしゃぐしゃにしたリボンを追い掛け回す事、ローラーブレード。好物は魚、たい焼き。嫌いな物は納豆。将来の夢はアイドル歌手。
ユキ
声：岩男潤子
青い（黒髪？）ロングヘアの少女。ネコ時は白い長毛種。おとなしく控えめで一途だが頑固なところもある。主人公にはどちらかといえば好意的。一人称は「わたし」。ミミと同じく主人公のことを「ご主人様」と呼ぶ。趣味は顔洗い、読書。好物はケーキ。嫌いな物はお刺身。将来の夢は看護師。
レナ
声：今井由香
赤に黄色のメッシュを入れたショートカットの少女。ネコ時は細身で青紫色の猫（ロシアンブルー？）。あまのじゃくでかなりのはねっかえり。主人公だけでなく、誰に対しても反抗的な態度を取る。一人称は「オレ」。唯一主人公のことを「ご主人様」ではなく「おまえ」と呼ぶ。趣味は爪研ぎ、フィットネストレーニング。好物はお菓子。嫌いな物はグリーンピース。将来の夢は白バイ警官。

### その他
ともか
声：長沢美樹
18歳。9月8日生まれ。血液型B型。
金髪でショートカットの女性で、主人公とは大学の同級生かつ幼馴染。本名は江藤友香。仔猫以外では唯一の攻略対象。主人公が拾わなかった猫の内、一匹を拾うことになる。表面的には元気で明るく見えるが、実は引っ込み思案なところがある。大学で主人公と再会するまでに男性関係で苦い思いをしたらしい。趣味は買い物、カラオケ、料理など。埼玉県浦和市出身。
かおる
声：小西寛子
17歳。11月28日生まれ。血液型O型。
紫色のボブの少女。本名は小谷薫。主人公がよく行くコンビニの店長の娘で、よく店で手伝いをしている。明るく人当たりが良い。趣味はテニス、ローラーブレード。東京都杉並区出身。
樹里
声：篠原恵美
金髪でパーマのかかったロングヘアの女性。本名は高坂樹里。ペットクリニックの女医で、有能だがどこか謎めいた言動が多い。実は元猫であり、当時の飼い主だった男性に対する想いを引きずっている。
カイム
声：緑川光
全身黒ずくめでオッドアイの青年。正体は、主人公の仔猫と同じく、人間の姿にもなることのできる猫。ネコ時はオッドアイの黒猫。以前は飼い猫だったが、飼い主がカイムを捨てて引っ越してしまったために人間を憎んでいる。趣味はお祭り見物。
猫神
声：緒方賢一
仔猫たちに人間になる力を与え、人間界に送り込んだ老猫。白髪を肩に届く程度に伸ばしている。白いシルクハットと白いスーツを着て、真っ赤なスポーツカーに乗っているため、主人公からは怪しまれている。推定2000歳で、長く生きたため普通の猫とは違う姿になった。猫アレルギーを治す程度には不思議な力を持っている様である。全ての猫が心の故郷だと思っている猫の森に普段は住んでいる。趣味は徘徊、魚釣り。
省吾
声：林延年
19歳。7月29日生まれ。血液型B型。
主人公の大学の同級生。メガネを掛けていて、茶髪をオールバックにしている。本名は小林省吾。ともか同様、主人公が拾わなかった猫の内、一匹を拾うことになる。要領の良いタイプで映画監督を目指している。お調子者に見えて映画に対しては真剣である。趣味はスキー、ハリウッド映画鑑賞。神奈川県横浜市出身。

## 主題歌・音楽
オープニングテーマ 『KE・MO・NO』
作詞：片岡かれん、作曲：礒江俊道、編曲：村上正芳、歌：宮村優子
エンディングテーマ 『ひざの上に～アイム・ユア・ペット～』
作詞：片岡かれん、作曲 / 編曲：村上正芳、歌：岩男潤子
なお、作中のイベントではミミがオープニングテーマを歌うシーンもあり、その音声は宮村優子ではなくミミとして歌ったものになっている。